# Agnotherium
Agnotherium — вимерлий рід хижих ссавців з родини амфіціонових, які мешкали у Європі й Північній Африці в середньому міоцені 16.9—11.6 млн років тому, що існує приблизно 5.3 млн років.